# Meir Cohen
Meir Cohen (hébreu : מֵאִיר כֹּהֵן , né le 15 novembre 1955) est un homme politique israélien. Il est ministre du Bien-être et des Services sociaux et député à la Knesset.
De 2021 à 2022, il est ministre du Travail, de la Protection sociale et des Services sociaux.

## Biographie
Né à Essaouira au Maroc, Cohen immigre en Israël avec sa famille à l'âge de sept ans. Après s'être d'abord installés à Yeruham, ils déménagent à Dimona et sont l'une de ses familles fondatrices. Il étudie à l'école Lehman à Dimona. En 1973, Cohen est enrôlé dans les Forces de défense israéliennes, rejoint la brigade des parachutistes et combat dans la guerre de Yom Kippour. Il fréquente l'Université Ben Gourion du Néguev où il obtient une licence en histoire. Cohen obtient une maîtrise en études juives après avoir obtenu son diplôme de l'Institut Schechter à Jérusalem.
Il rejoint Israel Beytenou et se présente à la mairie de Dimona en 2003, et est élu avec 42% des voix. Il est réélu pour un deuxième mandat en 2008, et remporte un troisième mandat en 2013. Au cours de son mandat, de nombreuses usines ouvrent, le premier centre commercial de la ville est construit, le chômage baisse, il construit des centres culturels et de jeunesse et dirige les efforts pour baisser le prix de l'eau. En octobre 2012, il rejoint Yesh Atid après avoir été courtisé par le parti pendant plusieurs mois.
Dans la perspective des élections à la Knesset de 2013, Cohen est classé quatrième sur la liste du nouveau parti Yesh Atid, il rentre à la Knesset puisque le parti remporte 19 sièges. Il est nommé ministre du Bien-être et des Services sociaux dans le gouvernement Netanyahou III, poste qu'il occupe jusqu'à sa démission le 2 décembre 2014. Il est classé quatrième sur la liste du parti pour les élections de 2015, il est réélu puisque le parti remporte 11 sièges.
Il est réélu aux élections d'avril 2019, de septembre 2019 dans la coalition Bleu et blanc, et à nouveau avec le parti Yesh Atid depuis les élections de mars 2020 et 2021.
Depuis le 13 juin 2021, il est Ministre du Travail et de la Protection sociale dans le trente-sixième gouvernement.